# المسيحية في الإمارات

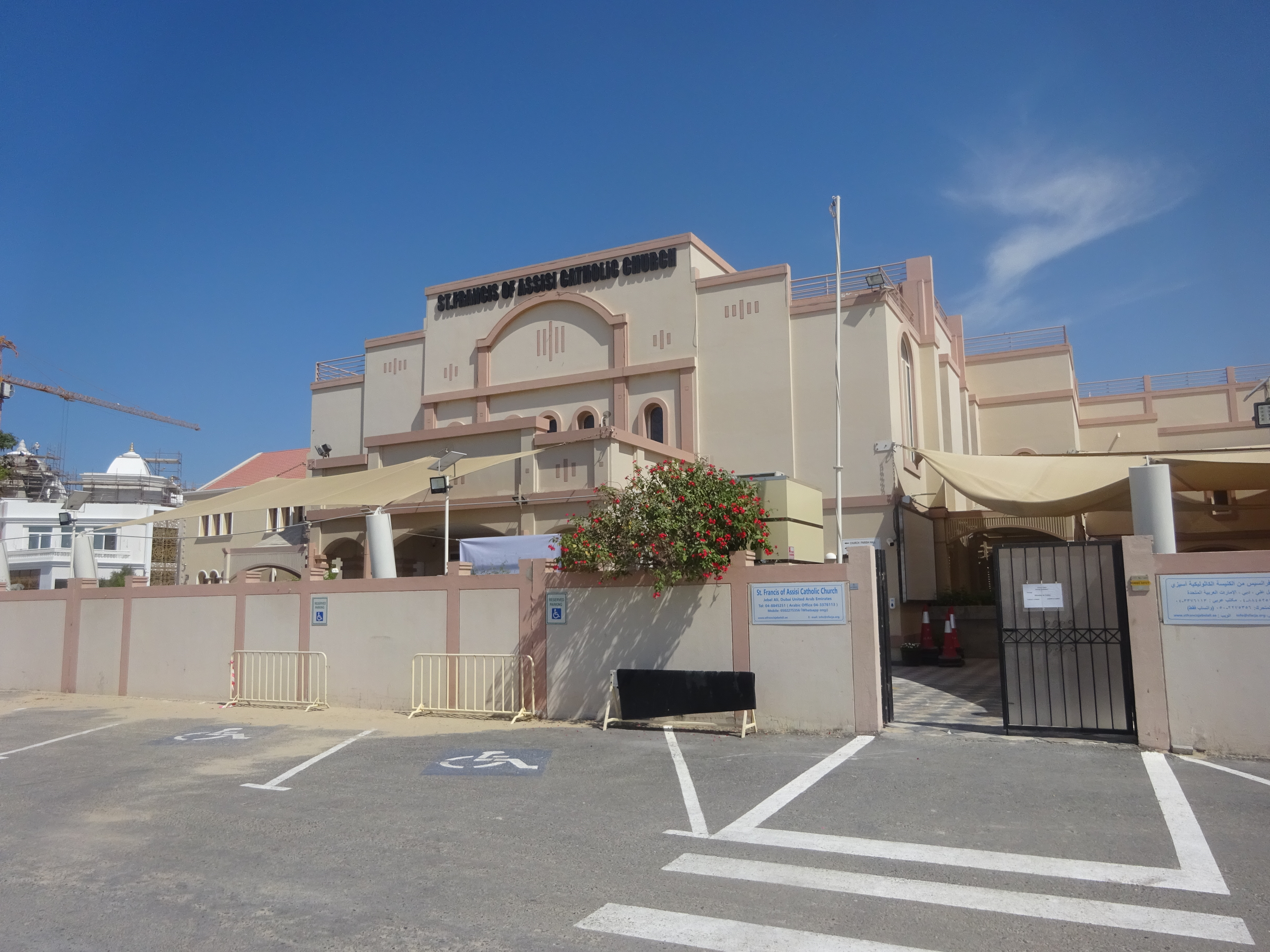
كنيسة القديس فرنسيس في دبي.

تُشكّل المسيحية في الإمارات ثاني أكثر الديانات انتشاراً بين السكان بعد الإسلام، وفقًا لتقرير الوزارة، والتي جمعت بيانات التعداد السكاني في عام 2005، تبين أن 76% من مجموع السكان في دولة الإمارات العربية المتحدة هم مسلمين، وحوالي 13% مسيحيين، وحوالي 11% أتباع لديانات أخرى. التقديرات السكانية تشير إلى أن عدد المسيحيين في دولة الإمارات العربية المتحدة يصل إلى حوالى 500 ألف مسيحي، يتركزون في غالبيتهم في أبو ظبي، والعين، ودبي والشارقة. وفقًا لأحدث دراسة قامت بها مركز بيو للأبحاث عام 2010 وجدت أنَّ المسيحيين يشكلوّن حوالي 12.6% من مجمل سكان الإمارات أي حوالي 940,000 نسمة. العديد من المسيحيين في الإمارات العربية المتحدة هم من أصول آسيوية وأفريقية وأوروبية، إلى جانب العديد من أصول عربية القادمين من لبنان وسوريا ودول أخرى.

## تاريخ

### العصور القديمة

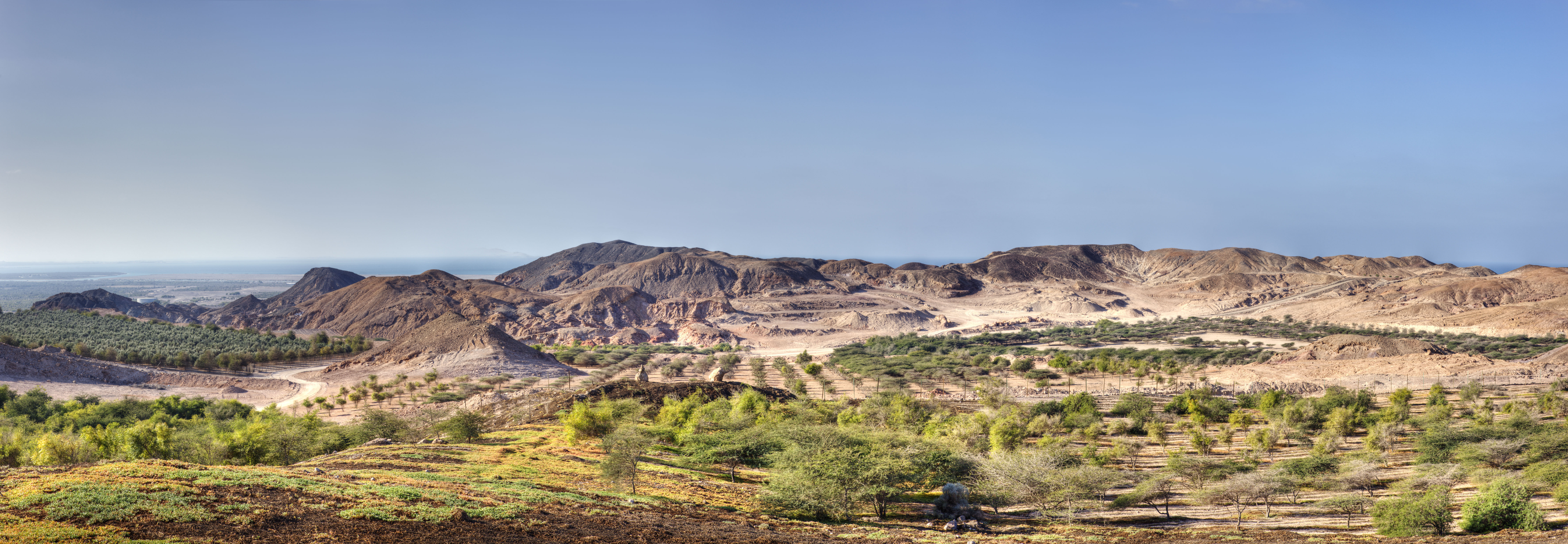
ضمت جزيرة صير بني ياس على آثار ومجتمعات مسيحية حتى القرن السابع.

ترجع العلاقة بين منطقة الإمارات والمسيحية إلى القرن الرابع الميلادي وقد عُثر على آثار لمجتمعات مسيحية في منطقة القصر بالكويت الحالية وصير بني ياس في الإمارات، ويعتقد أن كل هذه الأماكن كانت مرتبطة فيما بينها بالتجارة والحياة الرهبانية وكانت جزءاً من «كنيسة المشرق». وتشير الوثائق التاريخية إلى أن بعض القبائل العربية التي كانت على صلة بمركز المسيحية في الحيرة ربما ساهمت في انتشارها في الخليج، كما أن اضطهاد النساطرة في الإمبراطورية الساسانية بين عام 309 وعام 379 دفع المسيحيين للهجرة خارج الإمبراطورية وربما للخليج. وبعد عام 410 رصد المؤرخون وجوداً مسيحياً مكثفاً في المنطقة ممثلاً في كنائس وأديرة وقساوسة وتركزوا بشكل أساسي في شمال شرق شبه الجزيرة العربية. وفي الجنوب كانت هناك كنيسة بيت قطراية والتي امتد مجالها من أراضي قطر إلى صحار في سلطنة عمان الحالية وقد عُثرَ على آثار لمجتمعات مسيحية في هذه المنطقة أيضاً.
تم اكتشاف أقدم موقع مسيحي في الإمارات العربية المتحدة لأول مرة في التسعينيات من القرن العشرين، وهو مجمع رهباني واسع على ما يعرف الآن بجزيرة صير بني ياس ويعود تاريخه إلى القرن السابع. يُعتقد أن الكنيسة نسطورية وتم بناؤها عام 600، ويبدو أن الكنيسة قد تم التخلي عنها عام 750. وهي تُشكل رابطًا ماديًا نادرًا لإرث المسيحية الذي يُعتقد أنها انتشر عبر شبه الجزيرة العربية من عام 50 إلى عام 350 باتباع طرق التجارة. وبحلول القرن الخامس، كان للمنطقة أسقف اسمه يوحنا وآخر أسقف كان يدعى إتيان، وذلك في عام 676. والمجمع هو من أقدم المعالم المسيحية في الأراضي الإمارتية.
في العصور ما قبل ظهور الإسلام، كان سكان شرق الجزيرة العربية يتألفون من المسيحيين المستعربين (بما في ذلك قبيلة عبد القيس) والمسيحيين الآراميين إلى جانب أتباع الديانات الأخرى. وعملت اللغة السريانية كلغة طقسية. ويذكر الباحث روبرت بيرترام سرجينت أن البحارنة قد يكونون أحفاداً للمستعربين المسيحيين ذوي الأصول الآرامية إلى جانب عدد من الديانات الأخرى الموجودة في المنطقة قبل الفتوحات العربية. بيت قطراية والذي يترجم «منطقة القطريين» باللغة السريانية هو الاسم المسيحي المستخدم للمنطقة التي كانت تشمل شمال شرق شبه الجزيرة العربية. وشملت البحرين وجزيرة تاروت والخُطّ وواحة الأحساء وقطر. وكانت الأراضي الحالية لسلطنة عمان والإمارات العربية المتحدة من جزء من الأبرشية النسطورية المعروفة باسم بيت مزوناي، وكانت صحار هي مقر الأبرشية آنداك. وفي القرن السابع الميلادي انتشر الإسلام في منطقة الخليج العربي وأختفى الوجود المسيحي فيها.

### العصور الحديثة
نظراً للقرب الجغرافي بين البحرين وسلطنة عٌمان من ناحية، والإمارات من ناحية أخرى، فقد أصبحت الأخيرة تابعة للمحطتين يتم منهما الإشراف عليها من قبل الإرسالية الأمريكية العربية. وزار صموئيل زويمر الشارقة عام 1900، وتحدث مع الأهالي عن المسيحية والطب وقدم لهم الدواء رغم أنه لم يكن طبيباً مؤهلاً، ثم انطلق إلى دبي وصحار والبريمي. وبعد ذلك، توالت زيارات مبشري الإرسالية لعجمان ورأس الخيمة. وجّهت عام 1918 رسائل إلى شيوخ المنطقة تخبرهم فيها عن استعدادها لإرسال أطباء مؤهلين من أجل تقديم خدمات طبية للأهالي. جاء الرد سريعاً عندما طلب شيخ أبو ظبي حمدان بن زايد آل نهيان (1912-1922) من الإرسالية الأمريكية العربية البروتستانتية طبيباً لعلاج عمه من جلطة أقعدته الفراش، فأرسلت له الطبيب بول هاريسون الذي قوبل بحفاوة وأمضى في الإمارة أسبوعاً عالج خلاله مئات المرضى. وأثار ذلك فزع الإنكليز الذين كانوا يسيطرون على سواحل الخليج وفسّروه على أنه تقارب بين الشيوخ وبين الحكومة الأمريكية، خاصةً أن المنطقة مقبلة على عهد بترولي هائل، لذلك سرعان ما فرضت الحكومة البريطانية قيوداً صارمة على تحركات المبشرين.
يعود الوجود الفعلي والحديث للمسيحية في الإمارات العربية المتحدة إلى القرن العشرين، حيث إثر الطفرة النفطية والنمو الاقتصادي المحقق في دول مجلس تعاون الخليج العربي وفدت إلى هذه الدول أعداد كبيرة من المغتربين حول العالم كان منهم أيضًا مئات الآلاف من العمال والأجانب المسيحيين. أُقيم أول قداس مسيحي بالإمارات في عام 1958 في قصر الحصن، وفي الخمسينيات من القرن العشرين، كان الكهنة يأتون إلى بيوت المسيحيين للصلاة فيها. في عام 1962 سمح شخبوط بن سلطان آل نهيان للطائفة الكاثوليكية ببناء أول كنيسة مسيحية في البلاد وهي كنيسة القديس يوسف في الكورنيش بمدينة أبو ظبي على قطعة أرض تبرع بها الشيخ شخبوط حاكم إمارة أبوظبي آنذاك، وفي عام 1966، عام اكتشاف النفط هناك، تبرع الشيخ راشد بن سعيد آل مكتوم بقطعة أرض لبعثة مسيحية رومانية كاثوليكية في مدينة دبي، لتصبح كنيسة القديسة مريم. ومع تكاثر الطوائف والجاليات المسيحية بنت الكنائس البروتستانتية والأرثوذكسية الشرقية والمشرقية وكنيسة يسوع المسيح لقديسي الأيام الأخيرة كنائس ومعابد لها. تُقام الطقوس المسيحية في الإمارات يوم الجمعة، كونه يوم العطلة الأسبوعية بالنسبة للكثيرين. كان أقرب شكل من أشكال الاتصال بين المسؤولين بين الفاتيكان والإمارات عندما التقى مؤسس الإمارات الشيخ زايد بن سلطان آل نهيان بشكل غير رسمي بالبابا يوحنا بولس الثاني في الثمانينيات من القرن العشرين، ولم يتم تأسيس العلاقات بين البلدين حتى 31 مايو من عام 2007. وفي 25 ديسمبر عام 2007 شارك مستشار الرئيس للشؤون الدينية علي الهاشمي في احتفالات الكنيسة الأنجليكانية بعيد الميلاد في مدينة دبي.

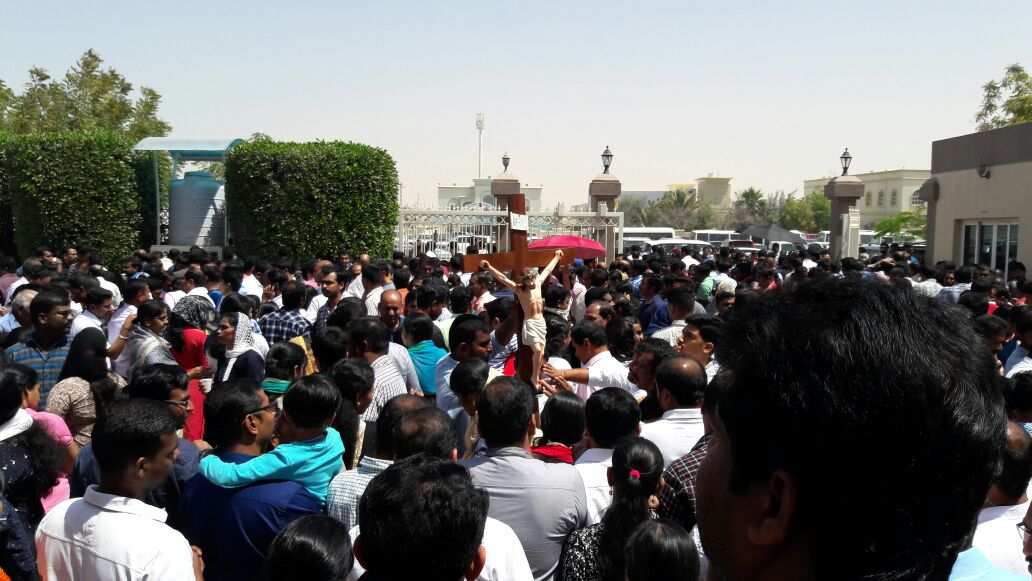
احتفالات أحد الشعانين بكنيسة القديسة مريم الكاثوليكية في دبي.

تتواجد الكنائس في الإمارات في مدينة أبو ظبي والشارقة ودبي والعين والفجيرة، ووفقاً لعمر المثنى المدير التنفيذي لقطاع التراخيص والرقابة بهيئة تنمية المجتمع في دبي، تبلغ عدد الكنائس المسيحية في دبي حوالي 11 كنيسة، وفي الشارقة حوالي 15 كنيسة تخدم أكثر من 170 جنسية، وفي أبو ظبي حوالي 17 كنيسة مرخصة. ويلجأ مسيحيون آخرون لقاعات في فنادق لأداء الصلوات والشعائر الكنسية التي تُقام عادة في أيام الجمعة، والظاهرة والتي أسماها تقرير وول ستريت جورنال «الكنائس الفندقية» بدأت قبل بضع سنوات في دبي بعدما نما عدد السكان المسيحيين بشكل يفوق سعة الكنائس المُرخصة. كما توجد في البلاد عدد من المدارس المسيحية والكاثوليكية ومنها مدرسة القديس يوسف الكاثوليكية في أبو ظبي، ومدرسة القديسة مريم التابعة للرهبنة الساليزيانية في مدينة الفجيرة، ومدرسة راهبات الوردية في الشارقة.
أكبر الطوائف المسيحية في البلاد هي الكنيسة الرومانية الكاثوليكية وتهتم النيابة الرسولية لجنوب شبه الجزيرة العربية بشؤون الكاثوليك في الإمارات وسلطنة عمان واليمن. في 3 فبراير من عام 2019 قام البابا فرنسيس بزيارة الإمارات العربية المتحدة، ليُصبح أول بابا كاثوليكي يزور شبه الجزيرة العربية في التاريخ. حيث تشير التقديرات إلى أنه يوجد في الإمارات قرابة مليون مسيحي، وعلى خلاف البحرين والكويت والتي تضم مواطنين مسيحيين محليين، فإن جلّ مسيحيين الإمارات من الأجانب، معظمهم من الفلبين والهند والدول الغربية وأمريكا اللاتينية، إلى جانب أعداد كبيرة من المسيحيين القادمين من الدول العربية مثل لبنان وسوريا والأردن وفلسطين ومصر. ويُقام القداس المسيحي في الكنائس الإماراتية بلغات مختلفة، من ضمنها الإنجليزية والعربية والتاغالوغية والماليالامية والسنهالية والأوردية والكونكانية والتاميلية إضافة إلى الإسبانية والفرنسية.

## الطوائف المسيحية

### الكاثوليكية

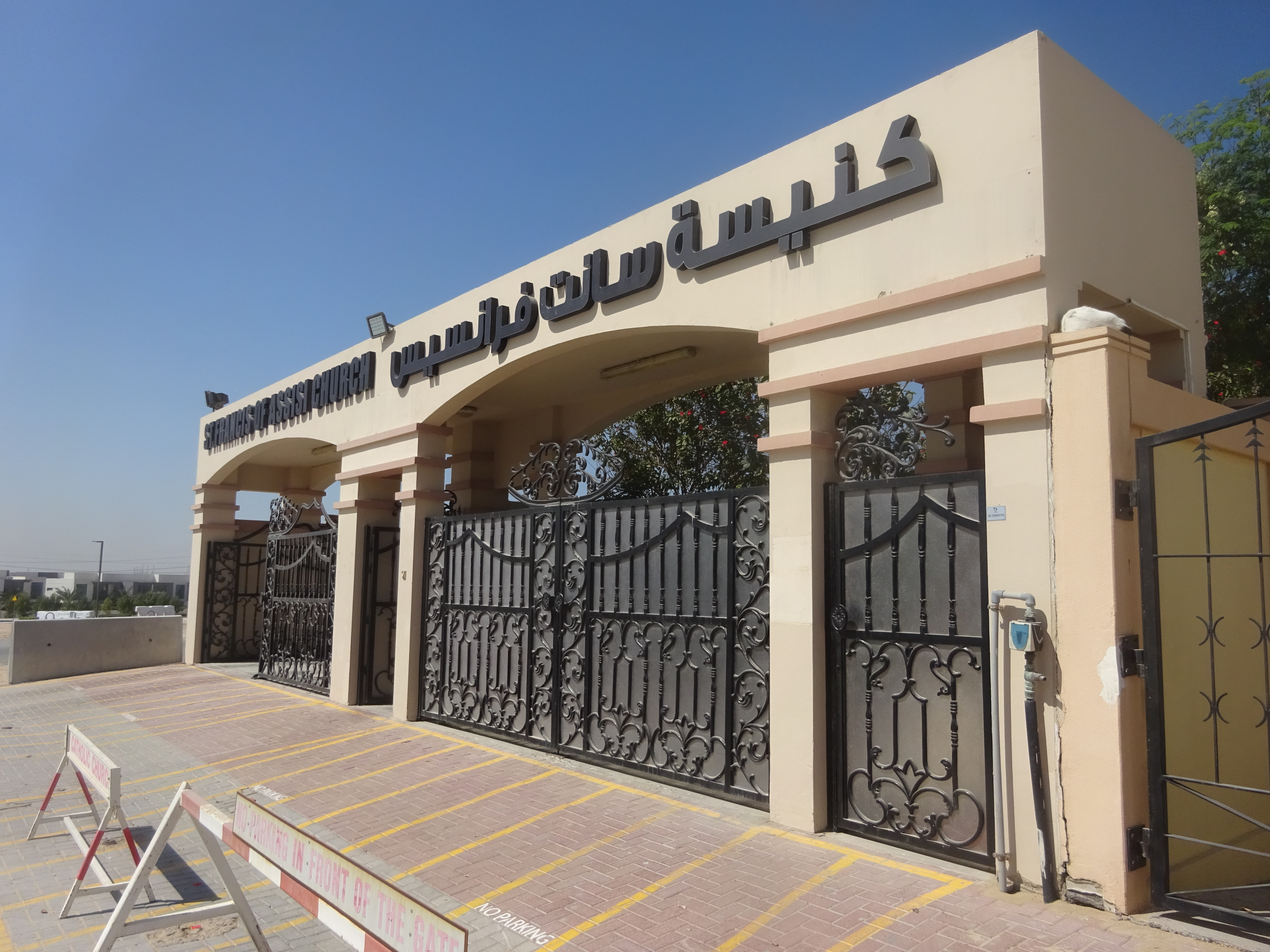
كنيسة القديس فرنسيس الأسيزي الكاثوليكيّة في دبي.

تضم الإمارات العربية المتحدة أكثر من 250,000 كاثوليكي، في حين تشير تقارير أخرى إلى أن أعداد الكاثوليك تصل إلى نحو نصف مليون، في حين قدر مركز بيو للأبحاث أعداد الكاثوليك عام 2010 بحوالي 740,000 أي حوالي 9.9% من السكان. وتتكون الجالية الكاثوليكية من الآسيويين بشكل خاص من الهند والفلبين وسريلانكا ومن الوافدين من أمريكا الجنوبية وأوروبا ومن المسيحيين العرب القادمين من لبنان ومصر والأردن وفلسطين وسوريا. ويتبع كاثوليك البلاد النيابة الرسولية الرومانية الكاثوليكية لجنوب شبه الجزيرة العربية وهي الولاية الإقليمية لأتباع الطقوس اللاتينية في الكنيسة الكاثوليكية الرومانية والتي تغطي البلدان التالية من شبه الجزيرة العربية والمنطقة المحيطة وهي عمان واليمن. النائب هو السويسري المولد الأسقف بول هيندر. أنشئت في عام 1888 في عدن وتغير إلى اسمها الحالي في عام 2011. كان من مركز النيابة في عدن حتى عام 1973 عندما تم نقلها إلى كاتدرائية القديس يوسف في مدينة أبو ظبي. منذ عام 1916 كان في رعاية تحت سيطرة رهبنة كبوشي فلورنسا.

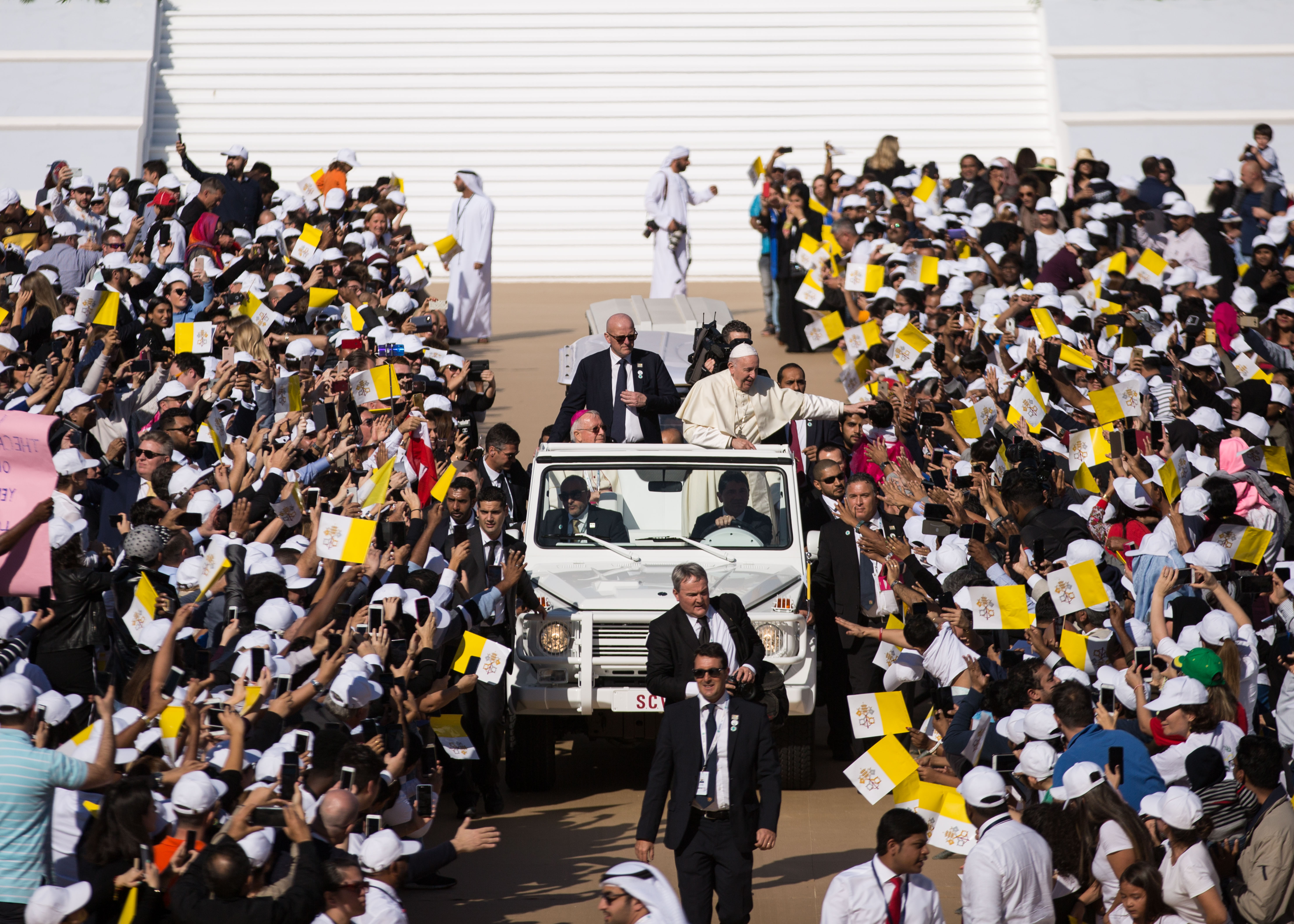
البابا فرنسيس يحيي الجموع في أبو ظبي

في 3 فبراير من عام 2019 قام البابا فرنسيس بزيارة الإمارات العربية المتحدة، ليصبح أول بابا كاثوليكي يزور شبه الجزيرة العربية في التاريخ. حيث تشير التقديرات إلى أنه يوجد في الإمارات قرابة مليون مسيحي، كما ويوجد في دبي الكثير من الكنائس وجميعها على أراضٍ تبرع بها الحاكم الحالي الشيخ محمد بن راشد. والطقوس المسيحية في الإمارات لها ما يميزها بإقامة الصلاة الرئيسية يوم الجمعة، فهو يوم العطلة الأسبوعية بالنسبة للكثيرين. وفي 5 فبراير من عام 2019 قاد البابا فرنسيس، قداساً تاريخياً في الإمارات شارك فيه بأكثر من 130 ألف كاثوليكي، تجمعوا في ملعب لكرة القدم بالعاصمة أبو ظبي. ودعا البابا في اجتماع مع رجال دين مسلمين وحاخام قبل القداس إلى إنهاء الحروب في الشرق الأوسط ومنها النزاع المسلح في اليمن وسوريا. وأدان البابا الصراع في اليمن، الذي تشارك فيه الإمارات كجزء من التحالف الذي تقوده السعودية.

### البروتستانتية

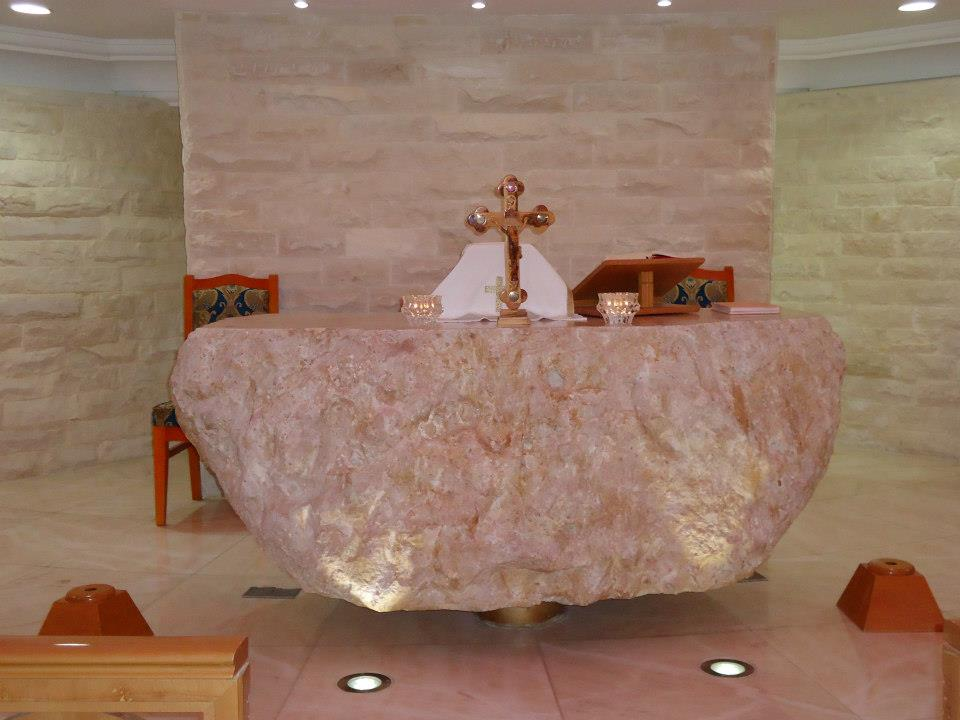
مذبح كنيسة الروح القدس الأنجليكانية في دبي.

تعد البروتستانتية ثاني أكبر الطوائف المسيحية في دولة الإمارات العربية المتحدة، وفقاً لمركز بيو للأبحاث عام 2010 قُدرت أعداد البروتستانت بحوالي 100,000 شخص أي حوالي 1.3% من السكان. ومن بين الطوائف البروتستانتية الحاضرة في البلاد كنيسة الإخوة المرحبون والكنيسة الإنجيلية المشيخية وكنائس التحالف الإنجيلية والسبتيين. لدى السبتيين مكانب تعمل في الإمارات منذ عام 1988. الطوائف الأخرى الحاضرة في البلاد هي الكنيسة الإنجيلية العربية في دبي وكنيسة مدينة دبي وكنيسة دبي المسيحية المتحدة. وتتبع الجالية الأنجليكانية أبرشية قبرص والخليج التابعة للكنيسة الأسقفية في القدس والشرق الأوسط. لا تسمح الحكومة للكنائس بعرض الصلبان خارج مبانيها أو لإقامة أبراج الجرس. وذكر زعماء دينيون بروتستانت أن سلطات الجمارك نادرًا ما تساءلت عن دخول مواد دينية مثل الكتاب المقدس والترانيم في البلاد. في 25 ديسمبر من عام 2007، شارك الهاشمي مستشار الشئون الدينية في احتفالات الكنيسة الأنجليكانيَّة لعيد الميلاد. وفي 25 ديسمبر من عام 2007، شارك مستشار الرئيس للشؤون الدينية علي الهاشمي في احتفالات الكنيسة الأنجليكانية بعيد الميلاد.
يُسمح للمسيحيين والأديان الأخرى أن يكون لهم أماكن عبادة خاصة بهم، لكن لا يُسمح لهم بتحويل المسلمين؛ وتعد الردة من الإسلام جريمة يعاقب عليها القانون. وعلى الرغم من أنه لا يجوز التحول من الإسلام الا أنَّ قدرّت دراسة تابعة لجامعة إدنبرة عام 2014 عدد المسلمين المتحولين للديانة المسيحية في الإمارات بحوالي 200 شخص، كما وقدرت دراسة المؤمنون في المسيح من خلفية مسلمة: إحصاء عالمي وهي دراسة أجريت من قبل جامعة سانت ماري الأمريكيّة في تكساس سنة 2015 وجدت أن حوالي 200 مسلم في الإمارات تحول إلى المسيحية خصوصًا للمذهب الإنجيلي.
نظراً للقرب الجغرافي بين البحرين وسلطنة عٌمان من ناحية، والإمارات من ناحية أخرى، فقد أصبحت الأخيرة تابعة للمحطتين يتم منهما الإشراف عليها من قبل الإرسالية الأمريكية العربية. وزار صموئيل زويمر الشارقة عام 1900، وتحدث مع الأهالي عن المسيحية والطب وقدم لهم الدواء رغم أنه لم يكن طبيباً مؤهلاً، ثم انطلق إلى دبي وصحار والبريمي. وبعد ذلك، توالت زيارات مبشري الإرسالية لعجمان ورأس الخيمة. وجّهت عام 1918 رسائل إلى شيوخ المنطقة تخبرهم فيها عن استعدادها لإرسال أطباء مؤهلين من أجل تقديم خدمات طبية للأهالي. جاء الرد سريعاً عندما طلب شيخ أبو ظبي حمدان بن زايد آل نهيان (1912-1922) من الإرسالية الأمريكية العربية البروتستانتية طبيباً لعلاج عمه من جلطة أقعدته الفراش، فأرسلت له الطبيب بول هاريسون الذي قوبل بحفاوة وأمضى في الإمارة أسبوعاً عالج خلاله مئات المرضى. وأثار ذلك فزع الإنكليز الذين كانوا يسيطرون على سواحل الخليج وفسّروه على أنه تقارب بين الشيوخ وبين الحكومة الأمريكية، خاصةً أن المنطقة مقبلة على عهد بترولي هائل، لذلك سرعان ما فرضت الحكومة البريطانية قيوداً صارمة على تحركات المبشرين.

### الأرثوذكسية

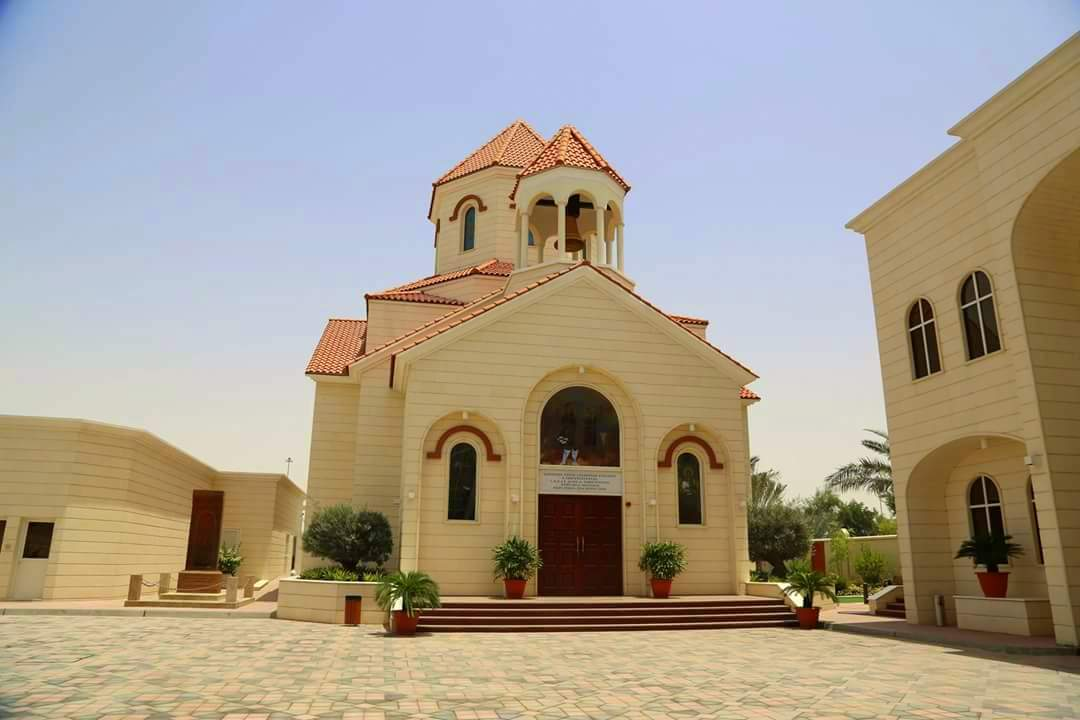
الكنيسة الأرمنية في مدينة أبو ظبي.

وفقاً لمركز بيو للأبحاث عام 2010 قُدرت أعداد الأرثوذكس بحوالي 100,000 شخص أي حوالي 1.3% من السكان. العديد من أتباع الكنيسة الأرثوذكسية الشرقية في الإمارات هم من أصول يونانيَّة وروسيَّة وعربيَّة (روم أنطاكيون)، وينتمي الأرثوذكس الشرقيين في الإمارات العربية المتحدة تقليديًا إلى ولاية بطريركية أنطاكية وسائر المشرق للروم الأرثوذكس. وأقيمت الرعايا الأرثوذكسيَّة الشرقية في دبي وأبو ظبي في عام 1980 من قبل قسطنطين باباستيفانو متروبوليتان بغداد والكويت بين عام 1969 وعام 2014، والذي ترأس روحيًا الجالية الأرثوذكسية الشرقية في الإمارات العربية المتحدة. ومنذ عام 1989، كان يدير الرعية في أبو ظبي الكاهن ستيفانوس نييمه. بعد تقاعد المتروبوليتان قسطنطين في عام 2014، قرر المجمع المقدس لبطريركية أنطاكية وسائر المشرق للروم الأرثوذكس إنشاء إكسرخسية للأرثوذكس الشرقيين في الإمارات العربية المتحدة. وفي الوقت نفسه تم تعيين الأسقف المساعد غريغوريوس خوري رئيسًا للإكسرخسية التي تم إنشاؤها حديثًا، قام البطريرك يوحنا العاشر يازجي بزيارة الإمارات العربية المتحدة في ربيع عام 2014 وافتتح بناء الكاتدرائية الأرثوذكسية الجديدة وهي كاتدرائيَّة القديس إلياس في أبو ظبي.
تضم الإمارات العربية المتحدة على مجتمعات مسيحية أرثوذكسية مشرقية منها أتباع الكنيسة الرسولية الأرمنية والتي تملك كنيسة القديس غريغوري المنير في الشارقة، والكنيسة الأرمنية في العاصمة أبو ظبي، ويخضع الأرمن في الإمارات إلى سلطة الكرسي الرسولي في أنطلياس في لبنان. ولدعم وترسيخ ثقافة التسامح بين مختلف الأديان والأعراق، تم افتتاح الكنيسة الارمنية في أبوظبي، وهي تعتبر حالياً رمزاً روحانياً مهماً لأتباع هذه الطائفة. ولدى الكنيسة القبطية الأرثوذكسية سبعة كنائس عاملة في البلاد منها كاتدرائية القديس العظيم الأنبا أنطونيوس في أبو ظبي، والتي تنظم ترانيم ومسرحيات دينية وقداسات عديدة، وكنيسة مار مينا القبطية في دبي، بالإضافة إلى كنائس أخرى في مدينة رأس الخيمة والعين والشارقة. وتضم البلاد على جالية من مسيحيو مار توما القادمين من ولاية كيرلا الهنديَّة.

## أوضاع اجتماعية

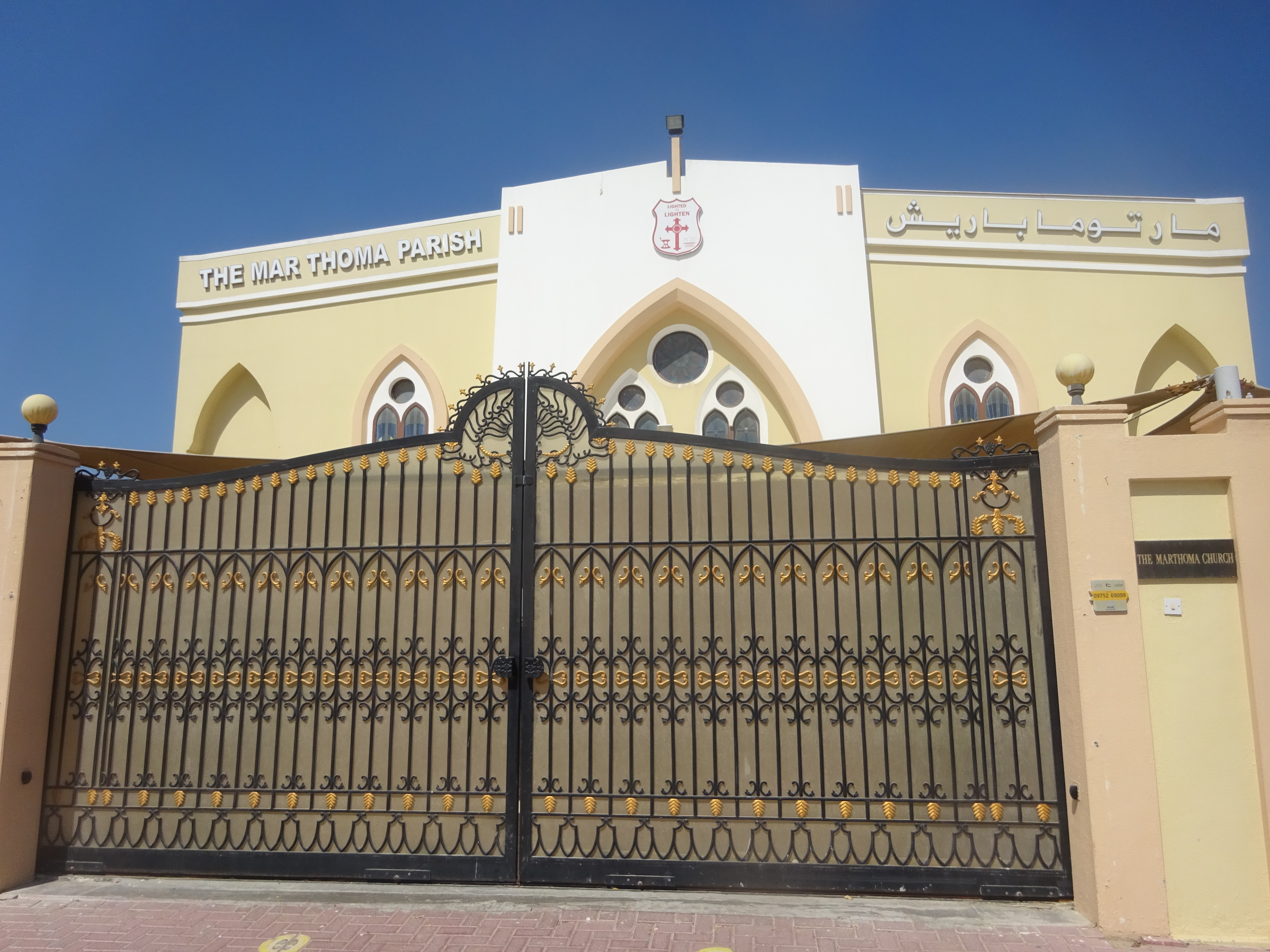
كنيسة القديس توما السريانية الأرثوذكسيَّة في دبي.

هناك اعتراف رسمي للطوائف المسيحية. كما فإن للمسيحيين الحرية في العبادة وارتداء الملابس الدينية، إن وجدت. ويسمح باستيراد وبيع المواد الدينية، إلا أن المحاولات لنشر المسيحية بين المسلمين غير مسموح بها وغير قانونية. يتواجد في الإمارات كافة الكنائس المسيحية منها الشرقية مثل الكنائس الأرثوذكسية الشرقية والأرثوذكسية المشرقية والكنائس المسيحية الغربية مثل البروتستانتية جنًبا إلى جنب مع الكنيسة الرومانية الكاثوليكية. المدرسة الحكومية ليس فيها منهاج التعليم الديني المسيحي. ولا تسمح الحكومة للرجال المسيحيين بالزواج من النساء المسلمات. لا يجوز التحول من الإسلام إلى المسيحية حسب القانون.
بحسب التقديرات يعيش في كل من مدينة أبو ظبي ودبي أعداد كبيرة من المسيحيين، وفقًا لتقديرات تعود إلى عام 2014 حوالي 25% من سكان مدينة دبي من المسيحيين. ويتواجد في هذه الدولة الخليجية مئات من الجنسيات الوافدة، ومنذ منتصف التسعينات من القرن العشرين سمحت الحكومة الاتحادية ببناء كنائس، واليوم وصل عددها إلى سبع كنائس علماً أن السلطات المحلية تحظر تداول المنشورات الإنجيلية خارج أماكن العبادة، منعاً من سلوكها طابعاً تبشيريًا. وفقًا لدراسة المؤمنون في المسيح من خلفية مسلمة: إحصاء عالمي وهي دراسة أجريت من قبل جامعة سانت ماري الأمريكيّة في تكساس سنة 2015 وجدت أن حوالي 200 مواطن مسلم إماراتي تحول إلى المسيحية.

### الكنائس
يشكل الكاثوليك غالبية المسيحيين في البلاد مع أكثر من 100 ألف شخص، وفي مدينة أبو ظبي بُنيت أربع كنائس، إضافة إلى مركز للجالية الإنجيلية، وكنيسة القديسة مريم في مدينة العين. إضافة إلى كنيسة للطائفة الإنجليكانية والبروتستانت والأقباط الأرثوذكس.
أما في دبي، فتوجد كنيسة القديس فرنسيس الكاثوليكية في جبل علي، وفي الشارقة تم بنا‍ء الكنيسة الروسية الأرثوذكسية عام 2007 على قطعة ارض ممنوحة من الإمارة تصل مساحتها إلى أكثر من ألفي متر مربع، والروم الأرثوذكس يمثلون عدداً من أبناء الجاليات الروسية والأوكرانية والبيلاروسية والكازاخستانيَّة والأوزبكستانيَّة والمولدوفية والرومانيَّة والبلغاريَّة والصربيَّة. يضم مُجمع الكنائس في قرية جبل علي بدبي، على عدد من الكنائس والمعابد للطوائف الدينية المختلفة، وخاصةً الطوائف المسيحية. ويقع المجمع مباشرةً إلى الجنوب من مجمع حي المنتزه السكني ومول ابن بطوطة إلى الشمال. ويضم المجمع على عدد من الكنائس الكاثوليكية والبروتستانتية والقبطية والسريانية والأنطاكية الأرثوذكسية.

## معرض الصور

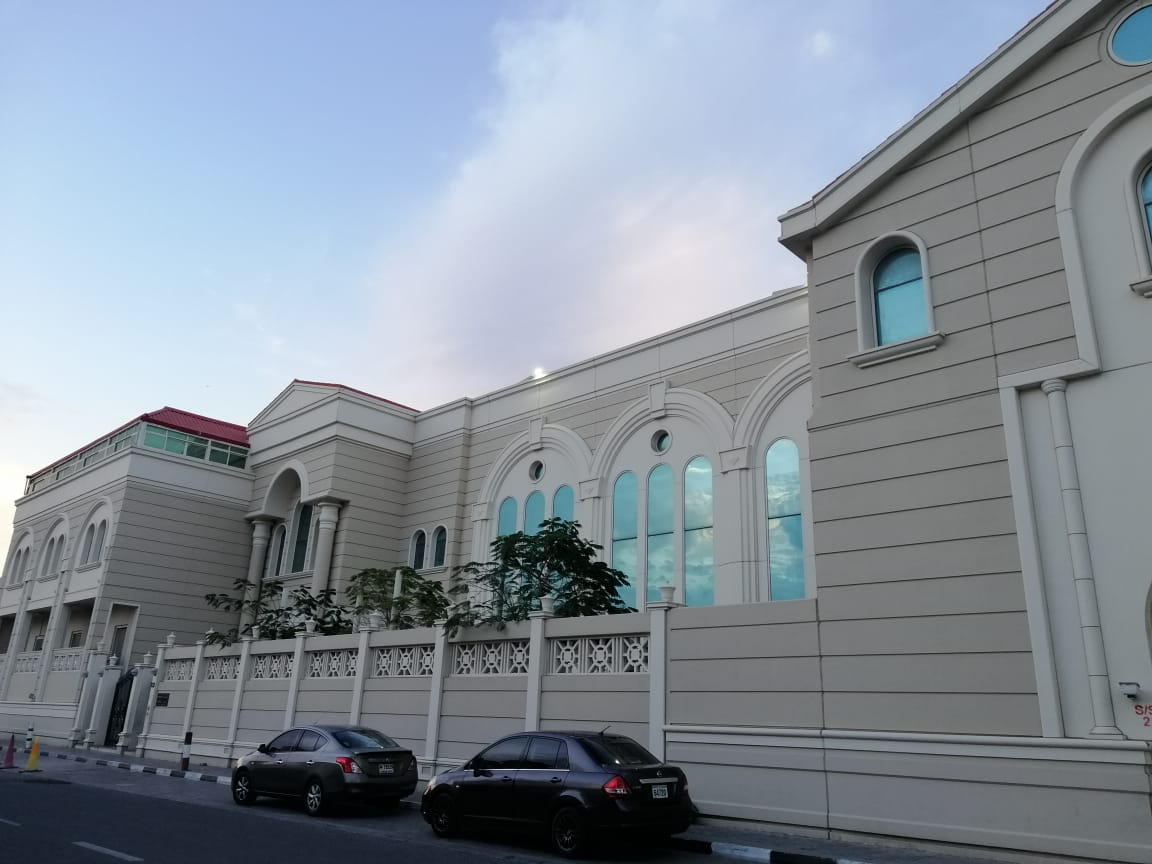
كنيسة السيدة العذراء والشهيد أبي سيفين القبطية الأرثوذكسيَّة في الشارقة
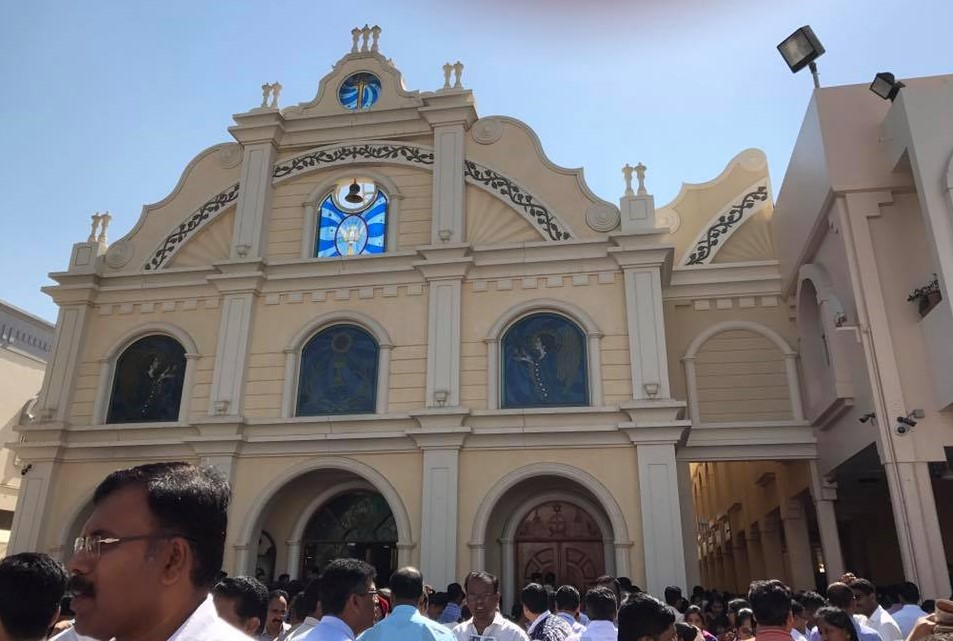
كنيسة القديس جاورجيوس السريانية الأرثوذكسية في الشارقة
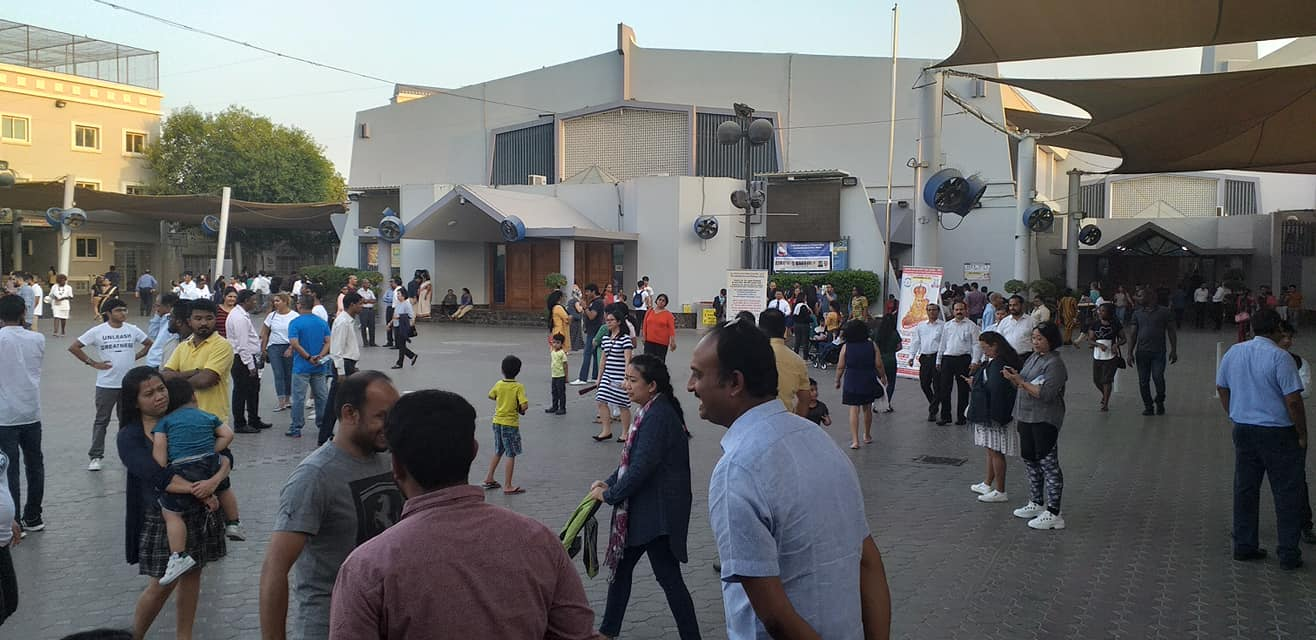
مسيحيون أمام كنيسة القديسة مريم الكاثوليكية في جبل علي بدبي
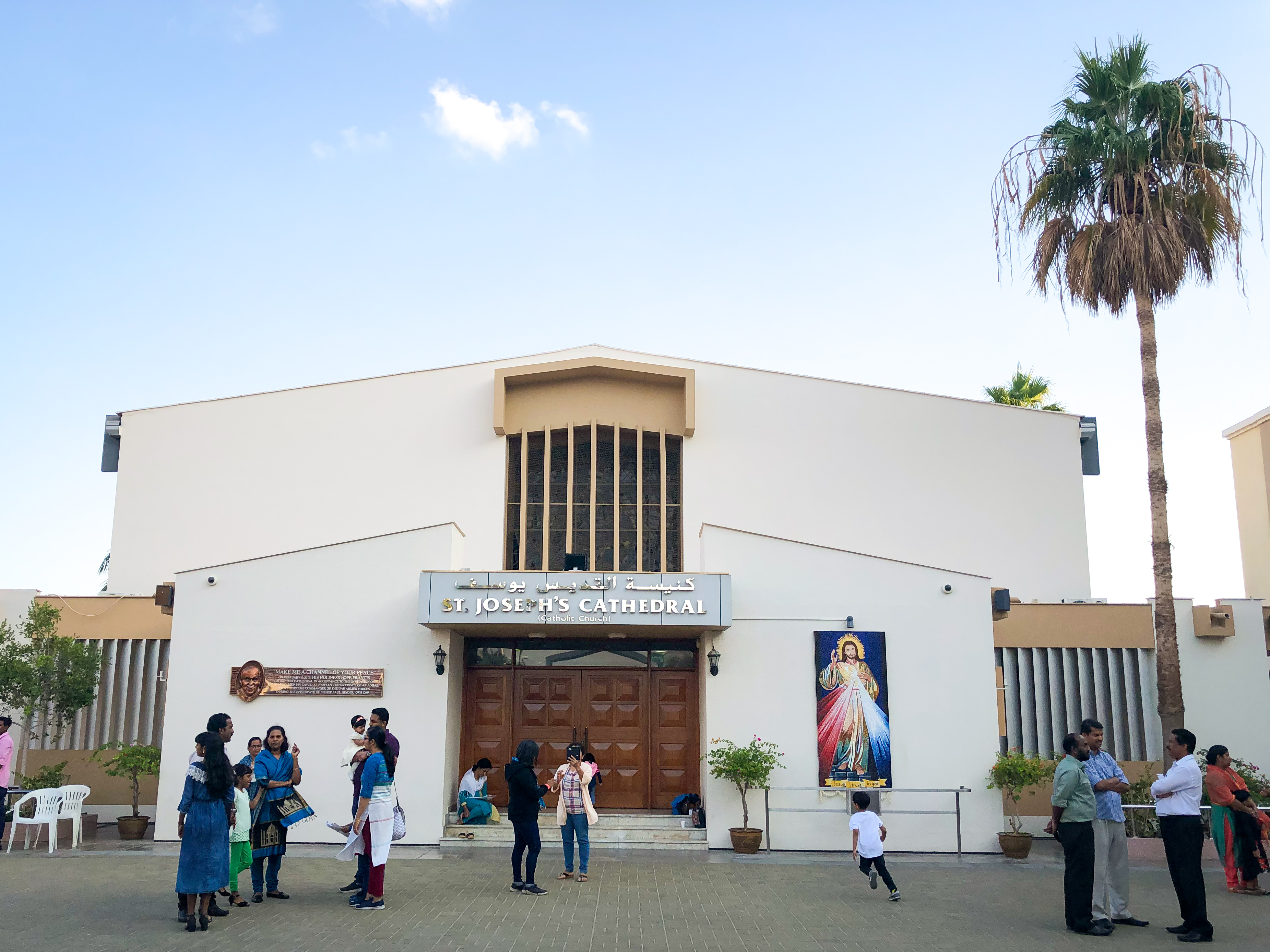
كنيسة القديس يوسف في أبو ظبي
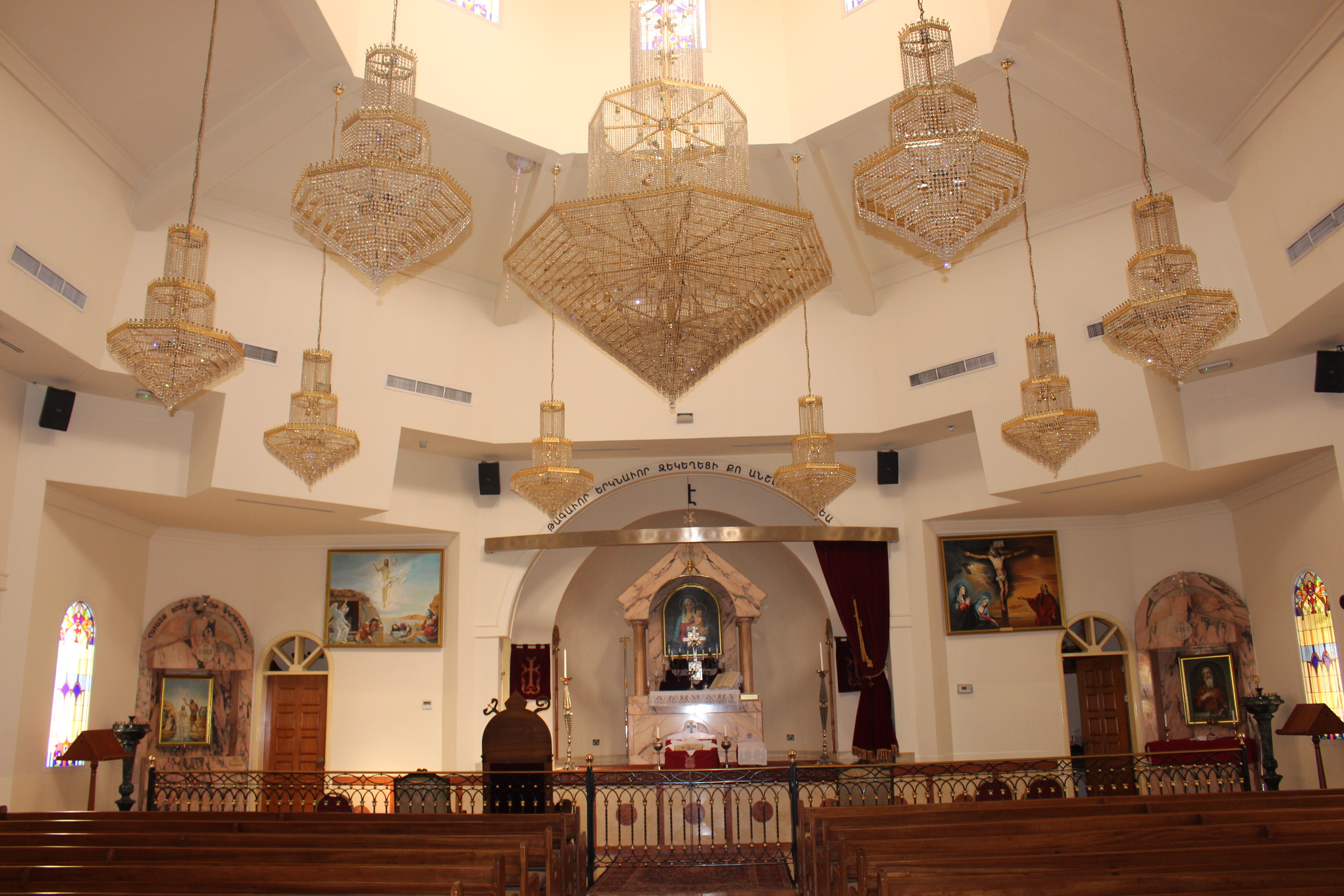
داخل كنيسة القديس غريغوريوس المنور الرسولية الأرمنية في الشارقة